# Bil- och Teknikhistoriska Samlingarna
Bil- och Teknikhistoriska Samlingarna är ett bil- och teknikmuseum i Köping. Museet bedriver sin verksamhet i Köpings mekaniska verkstads tidigare fabrikslokaler.
Museet förvaltas av Bil- och Teknikhistoriska Sällskapet, grundat 1987, i samarbete med Stiftelsen Bertil Lindblads Bil- och Teknikhistoriska Samlingar, grundad 1980.
I museet finns berömda bilar och legendariska märken som till exempel Bugatti, Voisin och Panhard-Levassor, samt klassiker som Cadillac, Bentley och Rolls-Royce Limited. Bland rariteterna på museet finns Mercedes Benz SSK från 1929 konstruerad av Ferdinand Porsche, som betraktas som världsunik och en AGA-bil från 1922, som körts av ingenjör Gustaf Dahlén, uppfinnare av AGA-fyren. Av de totalt 42 Mercedes Benz SSK som tillverkats finns cirka 20 kvar år 2021. Den finske föraren Karl Ebb tävlade mellan 1931 och 1938 med det exemplar som visas på museet, bland annat i de svenska Rämenloppen.
- Lambert Nilsson (1905) [4]

I samlingarna ingår också motorcyklar, mopeder, en dieselmotor på 15 ton, som 1905 installerades på Lidingö Elverk och som från 1912 till början av 1940-talet användes på Hasta Kvarn i Götlunda, samt en omfattande kollektion andra teknikhistoriska föremål. Museet visar vidare hur en äldre bensinstation och en bilverkstad från 1920-talet kunde se ut.
År 1926 påbörjades tillverkning av växellådor för AB Volvo i Köpings mekaniska verkstad. Genom Volvos utställning får besökaren följa verksamhetens utveckling under 160 år.

## Bildgalleri

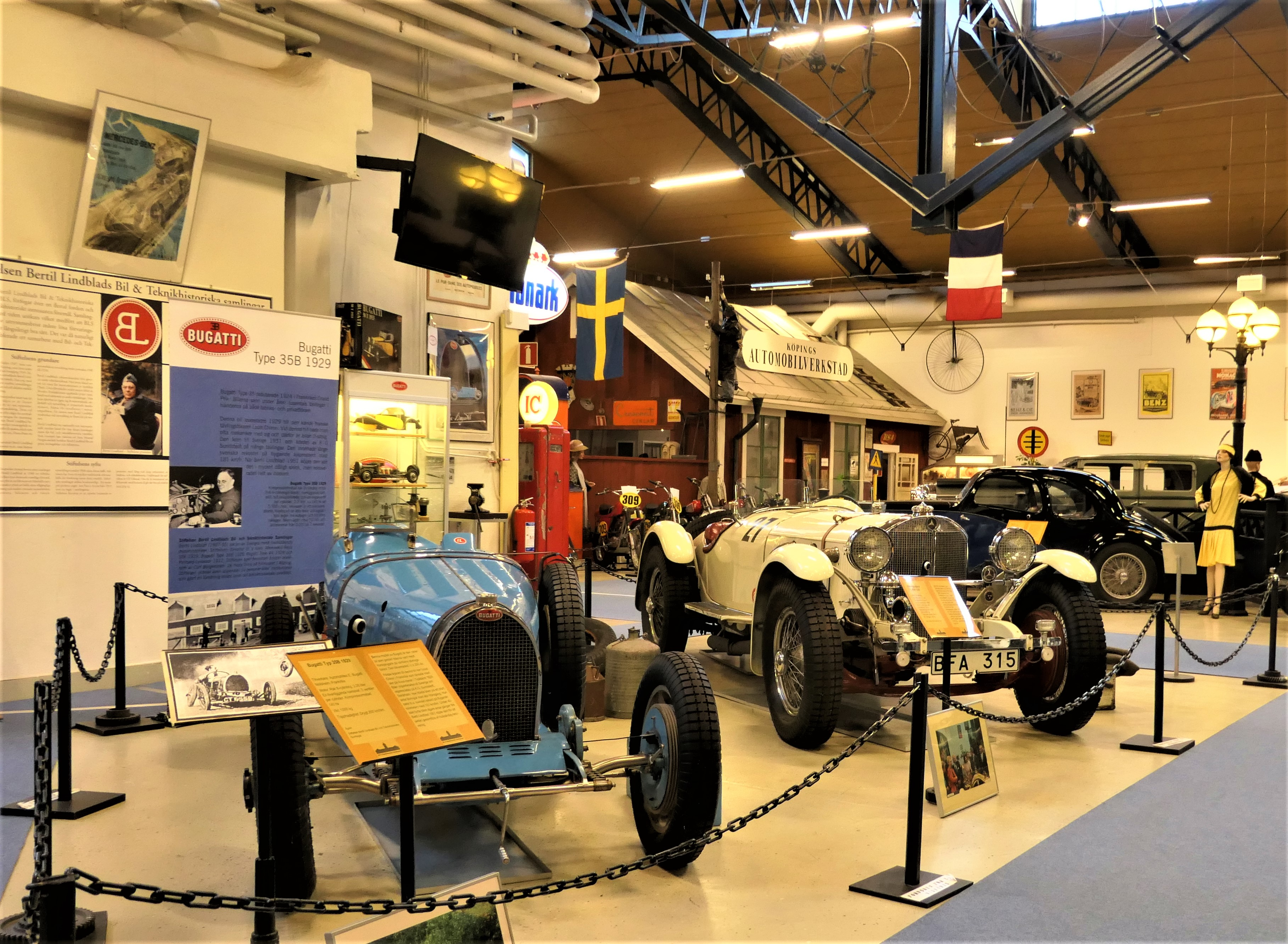
Bugatti typ 35B från 1929 och Mercedes-Benz SSK från 1929. Detta exemplar av Mercedes-Benz användes mellan 1931 och 1938 av den finländske tävlingsföraren Karl Ebb.
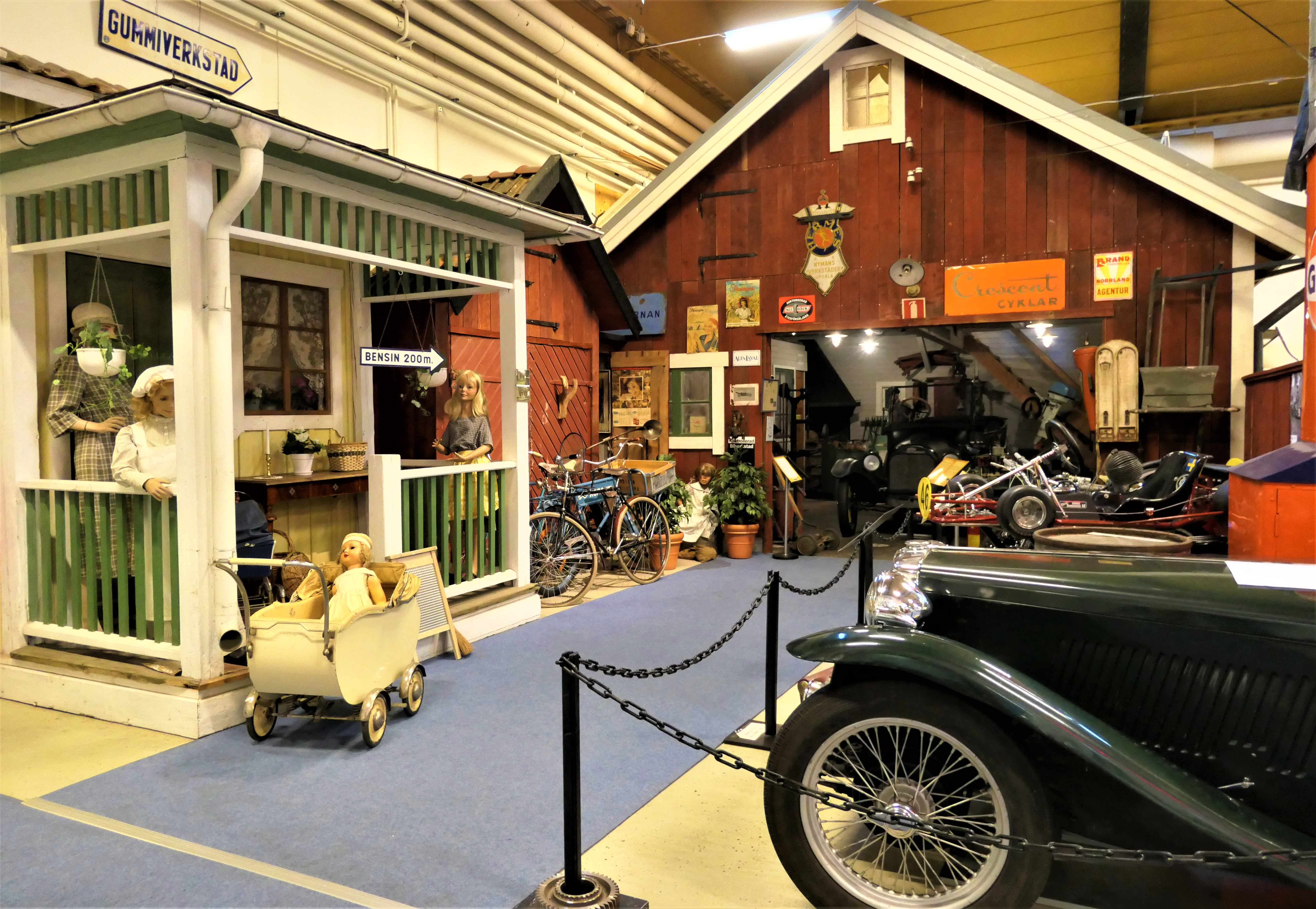
Bilverkstad
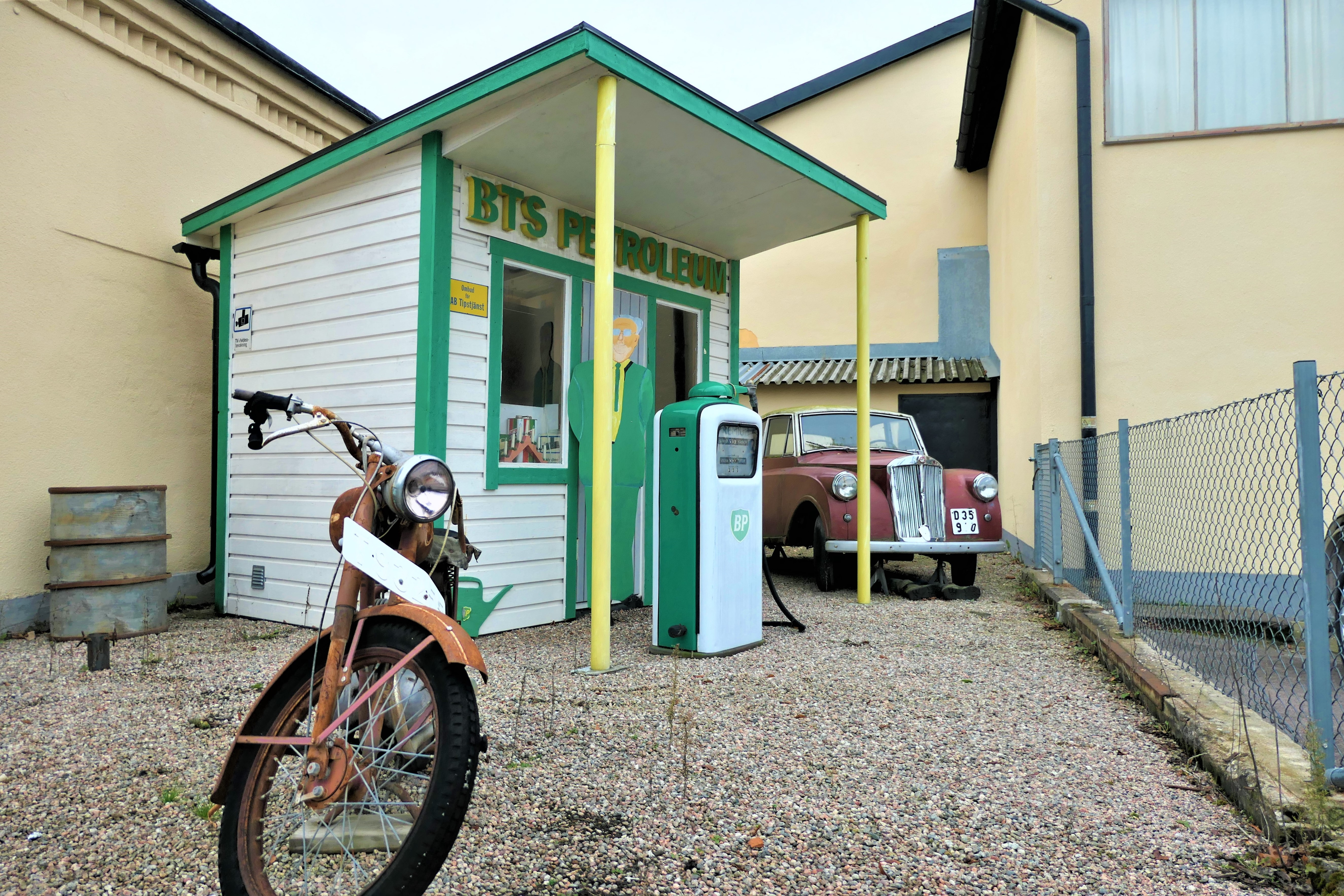
Bensinmack
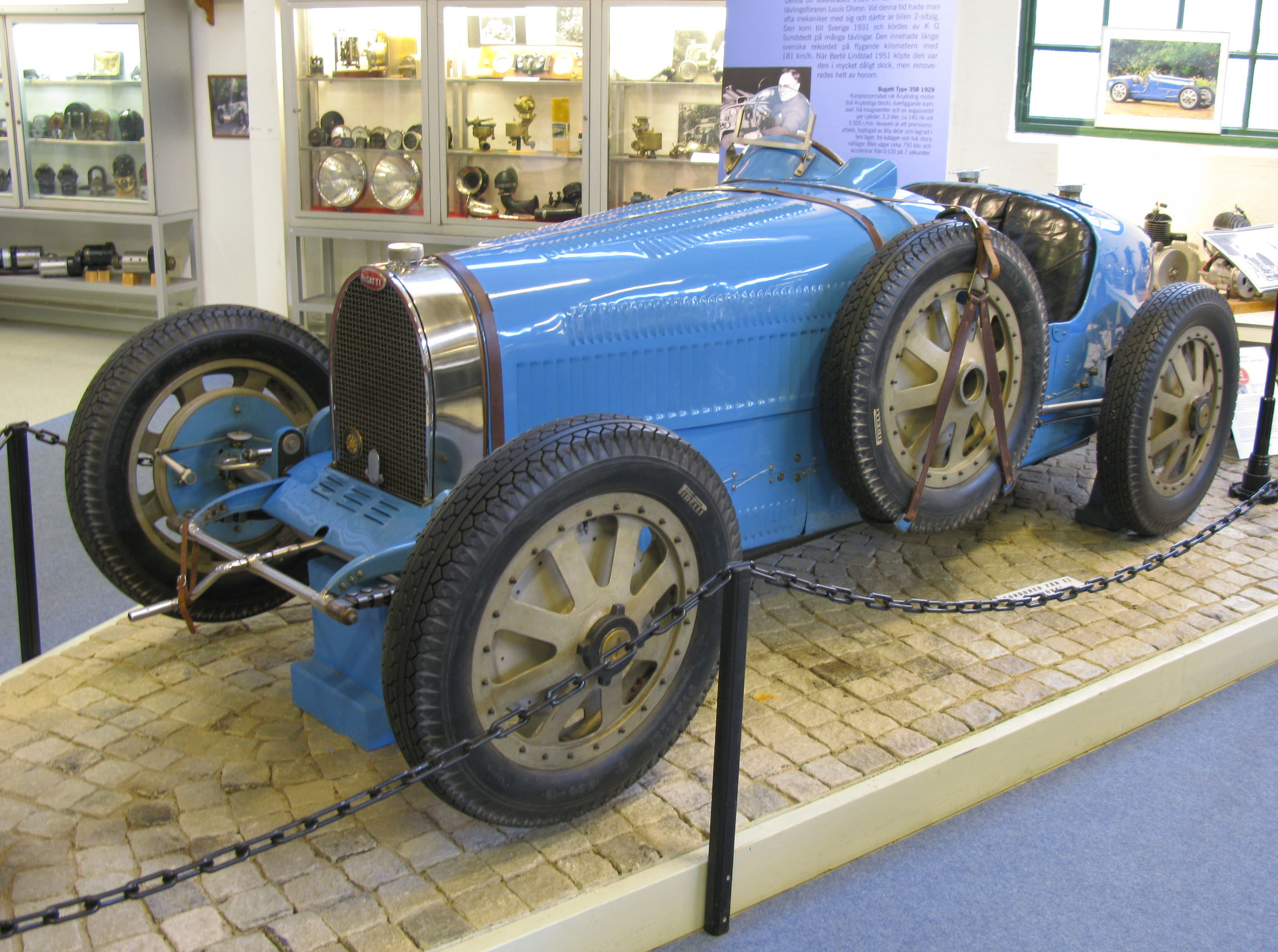
En Bugatti T35B från 1929.
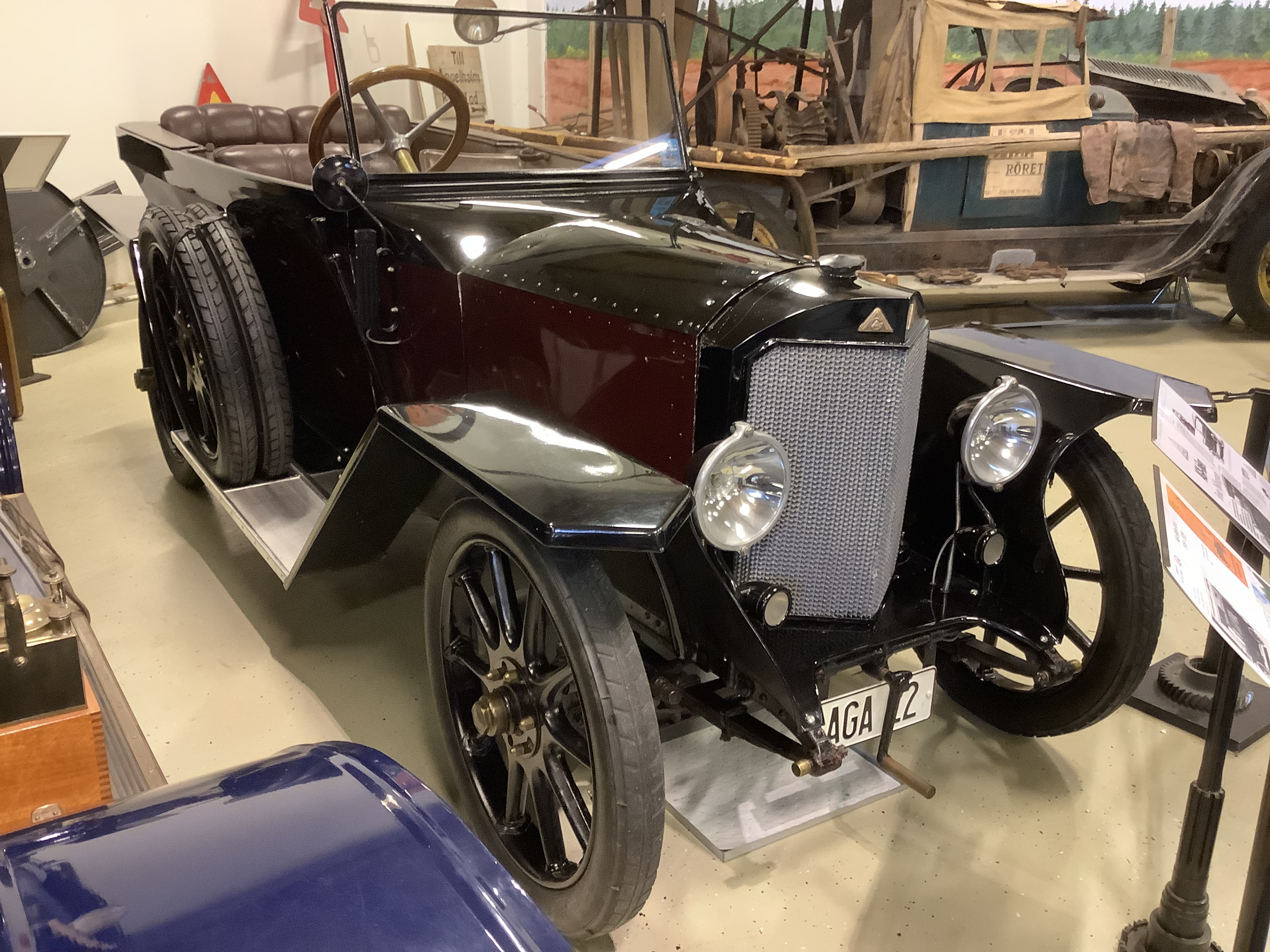
En AGA-bil från 1922, som bland andra använts av Gustaf Dalén.
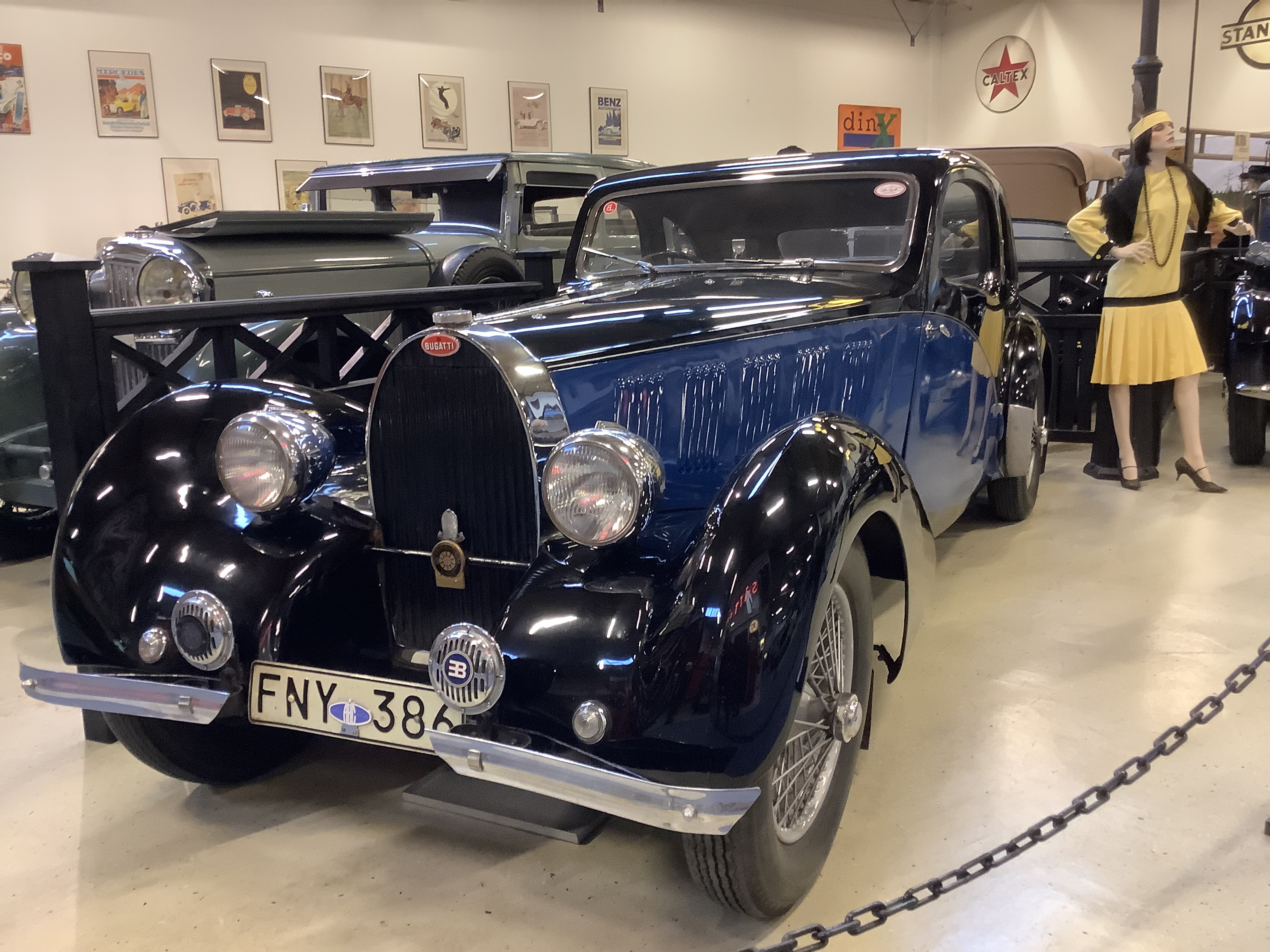
Bugatti 57, 1936
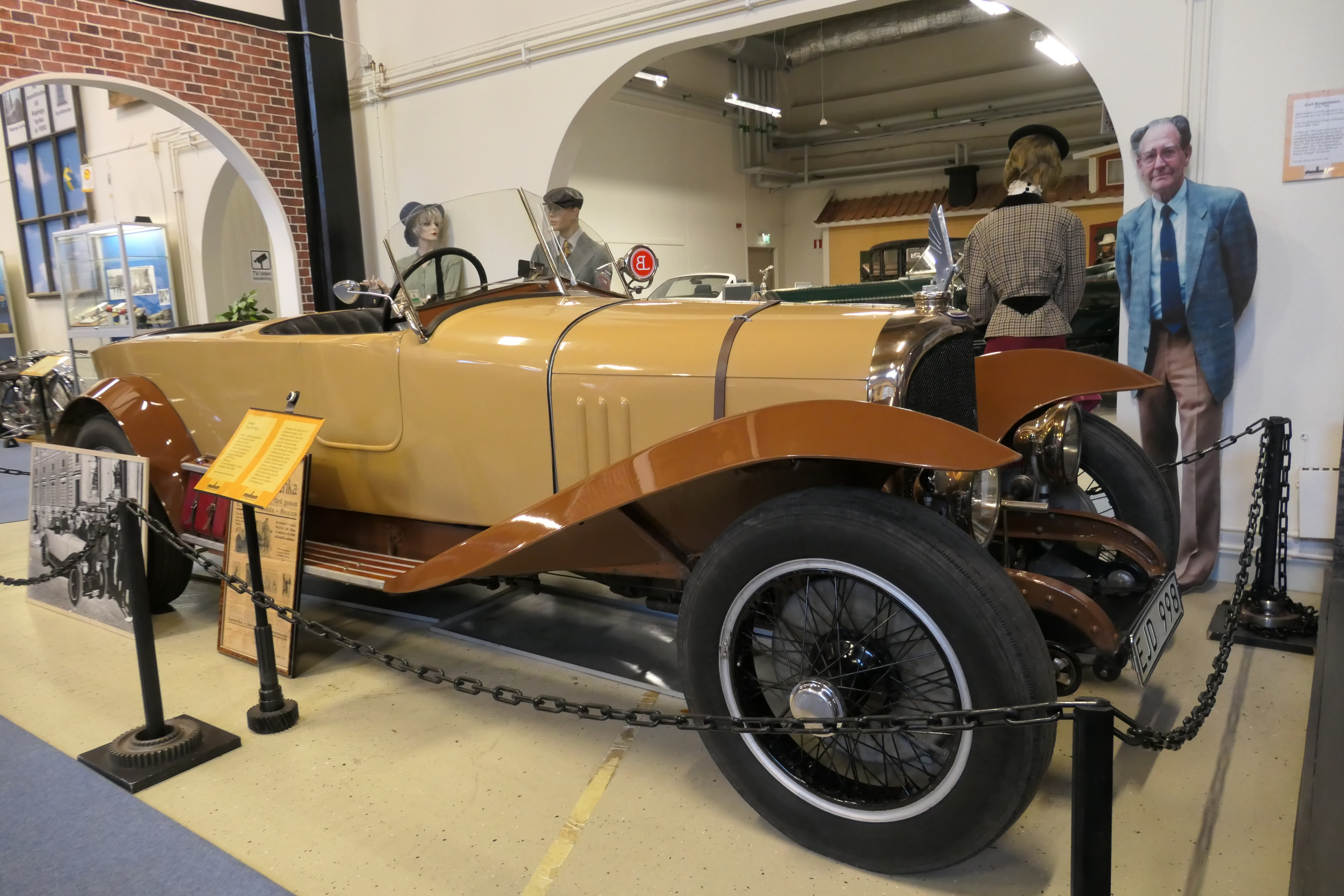
Voisin C5, 1924
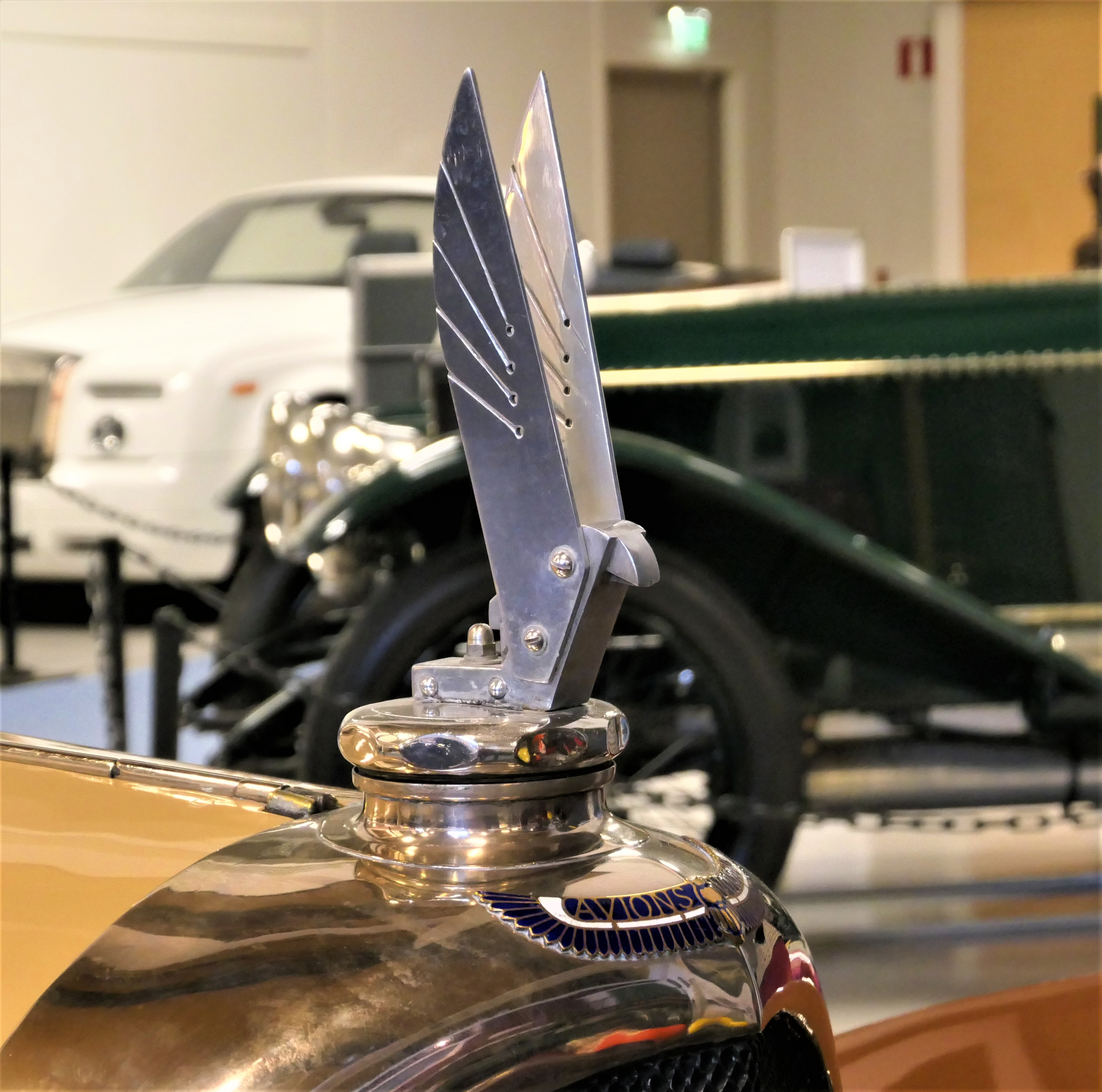
Voisin kylarprydnad.
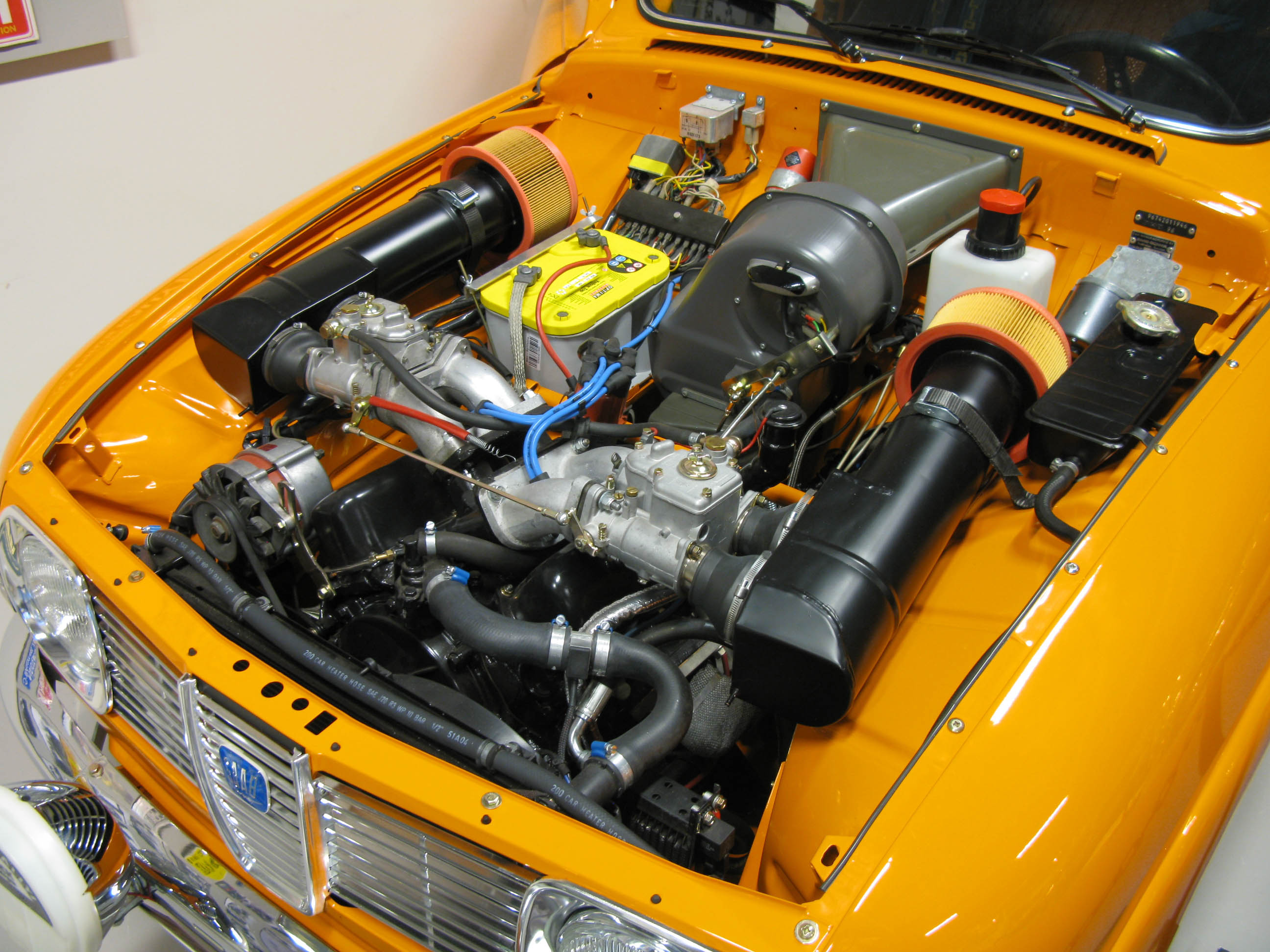
En Saab V4 rallymotor.